# Lepidotes
A Lepidotes a csontos halak (Osteichthyes) főosztályának sugarasúszójú halak (Actinopterygii) osztályába, ezen belül kajmánhalalakúak (Lepisosteiformes) rendjébe tartozó fosszilis nem.

## Tudnivalók
A Lepidotes a sugarasúszójú halak egy fosszilis neme. A hal a mezozoikumban élt, azaz a kora jura és a késő kréta között. Körülbelül 30 centiméter hosszú volt.
Ezek a halak az elsők között voltak, melyek új állkapocs-felépítéssel rendelkeztek. Nála a felső állkapocs már nem volt összenőve a járomcsonttal, így a hal elő tudta lökni állkapcsát, „csövet” alkotva vele. Ez segítette a nagyobb távolságban lévő zsákmány elkapásakor. Ez a módszer a mai pontyoknál is látható.
A Lepidotest gyakran ábrázolják a nagy Baryonyx zsákmányaként, mert egy megkövesedett Baryonyx hasi részénél Lepidotes pikkelyeket találtak. A Lepidotes (néha Lepidotusként írva) a jura és kréta korok csontos hala, rokona a kajmánhalféléknek. A Lepidotes egyaránt előfordult az édesvizű tavakban és a sekély tengerekben. Néha 2 méteresre is megnőtt. Testét vastag, kemény pikkelyek fedték. Számos dugószerű fogával törte fel a házas puhatestűek házát.

## Rendszerezés
Az idők során számos fajszintű taxont helyeztek be ebbe a nembe, azonban a legfrissebb kutatások szerint az alábbi 8 faj a legvalószínűbb, hogy létezett és önálló faj volt:
- Lepidotes elvensis de Blainville, 1818 - típusfaj
- Lepidotes gallineki Michael, (1863)
- Lepidotes haydeni Leidy, 1860
- Lepidotes latifrons Woodward, 1893
- Lepidotes macrocheirus Egerton, 1845
- Lepidotes occidentalis Leidy, 1860
- Lepidotes semiserratus Agassiz, 1837
- Lepidotes tuberculatus Agassiz, 1837

## Fordítás
Ez a szócikk részben vagy egészben  a   Lepidotes című angol Wikipédia-szócikk ezen változatának fordításán alapul.  Az eredeti cikk szerkesztőit annak laptörténete sorolja fel. Ez a jelzés csupán a megfogalmazás eredetét és a szerzői jogokat jelzi, nem szolgál a cikkben szereplő információk forrásmegjelöléseként.